# 分佈體積
分佈體積（VD），又稱為擬似分佈體積，是藥理學的名詞用作量化藥物劑量服用後（不論是口服或是靜脈注射）在體內的分佈。它的定義是指一個藥物劑量平均分佈的體積，致使血液內的藥物濃度達至可觀察的程度。
分佈體積在腎衰竭及肝衰竭的情況下，因體液的滯留及蛋白質結合而上升。相反，在脫水下分佈體積亦會下降。
起始分佈體積是描述在達至分佈體積前的血液濃度，而它們都是使用同一方程式。 

## 方程式
分佈體積是按以下方程式計算：
{\displaystyle {V_{D}}={\frac {TDB}{DBC}}}
當中：
- {\displaystyle TDB\,\!}　是指體內的總藥物劑量
- {\displaystyle DBC\,\!}　是指血液內的藥物濃度

所以若要達至某一血漿濃度，可以透過分佈體積（VD）來決定劑量。VD並非真正的體積，它只是反映在一些物理化學的特性下（如溶解度、電荷等），藥物在體內分佈的情況。
VD亦可用作確定藥物，相對於血液，進入身體組織：
{\displaystyle {V_{D}}={V_{P}}+{V_{T}}\left({\frac {fu}{fu_{T}}}\right)}
當中：
- {\displaystyle V_{P}\,\!}　是血漿體積
- {\displaystyle V_{T}\,\!}　擬似組織體積
- {\displaystyle fu\,\!}　 在血漿內沒有限制的份數
- {\displaystyle fu_{T}\,\!}　在組織內沒有限制的份數

## 例子
| 藥物       | VD（升） | 備註                                   |
| 華法林     | 8        | 反映有高度的血漿蛋白質結合。           |
| 茶鹼、乙醇 | 30       | 代表分佈於全身的水份中。               |
| 氯喹       | 15,000   | 代表高度親脂性分子被隔絕於脂肪組織內。 |
| NXY-059    | 8        | 高電荷的親脂性分子。                   |

## 外部連結
- 康奈爾大學有關分佈體積的文章 （页面存档备份，存于）
- 史丹佛大學有關分佈體積的文章
- www.boomer.org